# Schuldanerkenntnis
Das Schuldanerkenntnis (oder Schuldversprechen) ist im Schuldrecht ein Anerkenntnis mittels Vertrag durch den Schuldner gegenüber seinem Gläubiger, womit er losgelöst vom zugrundeliegenden Kausalgeschäft mit einem hiervon selbständigen Haftungsgrund seine Schuld bekräftigt.

## Allgemeines
Ein Schuldverhältnis ist allgemein dadurch gekennzeichnet, dass der Schuldner gegenüber dem Gläubiger aus Gesetz oder Vertrag eine Schuldverpflichtung besitzt, die er zu erfüllen hat. Jede Art von Leistung aus einem Schuldverhältnis kann Gegenstand eines Schuldanerkenntnisses oder Schuldversprechens sein. Durch das Schuldanerkenntnis kann der Schuldner dieses Schuldverhältnis bekräftigen, indem er einen vom ursprünglichen Grundgeschäft losgelösten (abstrakten) Rechtsgrund für diese Schuld durch einseitig verpflichtenden Vertrag schafft. Dieser Vertrag wird auch „abstraktes Schuldanerkenntnis“ genannt.

## Rechtsfragen
Einzige Rechtsgrundlage für das Schuldanerkenntnis ist § 781 BGB, wonach der das Schuldverhältnis anerkennende Vertrag in Schriftform abzufassen ist. Falls jedoch für die Begründung des Schuldverhältnisses, dessen Bestehen anerkannt werden soll, eine andere Form vorgeschrieben ist, so bedarf auch der Anerkennungsvertrag dieser Form. Das bedeutet, dass ein mündlich abgeschlossener Vertrag nur durch schriftliches, aber ein beglaubigter Vertrag auch nur durch beglaubigtes Schuldanerkenntnis bekräftigt werden kann. Das Schuldversprechen ist in § 780 BGB eigenständig geregelt, beide sind einseitig verpflichtende Verträge, bei denen sich die Einigung der Vertragsparteien darauf erstrecken muss, eine selbständige, vom Grundgeschäft losgelöste Verbindlichkeit zu begründen.
Das Schuldanerkenntnis unterscheidet sich vom Schuldversprechen lediglich durch die sprachliche Fassung. Das Schuldanerkenntnis hat beispielsweise den Inhalt: „Ich erkenne an, dem Gläubiger X Euro Y am Fälligkeitstag Z zu schulden“. Ein Schuldversprechen lautet: „Ich verpflichte mich, dem Gläubiger X Euro Y am Fälligkeitstag Z zu zahlen“. Ist das ursprüngliche Grundgeschäft gar nicht erwähnt, liegt stets ein abstraktes Schuldanerkenntnis vor.

## Arten
Das Gesetz regelt in § 781 BGB nur die Form des abstrakten Schuldanerkenntnisses. Die Verpflichtungserklärung des Schuldners bedarf der Schriftform. Nur Kaufleute können diese Erklärung formfrei abgeben (§ 350 HGB). Welche Art von Anerkenntnis vorliegt, oder ob überhaupt ein Anerkenntnis vorliegt, ist durch Auslegung der Erklärung bzw. des Vertrages zu klären. Das Gericht ist weder an den Wortlaut noch etwa den Umstand gebunden, dass eine einseitige Erklärung des Schuldners in einen Vertrag eingekleidet wird.

### Abstraktes (konstitutives) Schuldanerkenntnis
Das Reichsgericht (RG) stellte bereits 1910 klar, dass nicht jedes Anerkenntnis, sondern nur ein Schuldanerkenntnis im Sinne des § 781 BGB einen selbständigen, privatrechtlichen Verpflichtungsgrund bilde. Das in § 781 BGB geregelte abstrakte (konstitutive) Schuldanerkenntnis begründet eine neue, abstrakte, das heißt von den Umständen des Ursprungsgeschäfts losgelöste Verbindlichkeit. Wird beispielsweise über eine Kaufpreisforderung ein abstraktes Schuldanerkenntnis errichtet, kann der Verkäufer gegen den Käufer allein aus diesem Schuldanerkenntnis vorgehen und muss nur die Tatsachen für das Zustandekommen des Schuldanerkenntnisvertrages vortragen und ggf. beweisen. Die hier als Beispiel verwendete Kaufpreisforderung behält aber ihre Funktion als Rechtsgrund des abstrakten Schuldanerkenntnisses. Wenn die Kaufpreisforderung tatsächlich nicht besteht, ist der Verkäufer um das abstrakte Schuldanerkenntnis ungerechtfertigt bereichert. Der Käufer kann dann sein Schuldanerkenntnis nach § 812 Abs. 1 S. 1 Alt. 1 BGB (sogenannte Leistungskondiktion) zurückfordern. Die Tatsachen für das Nichtbestehen der Kaufpreisforderung hat im Prozess dann – anders als bei der normalen Kaufpreisklage – der Käufer vorzutragen und zu beweisen. Das abstrakte Schuldverhältnis kehrt somit im Ergebnis „lediglich“ die Beweislast um (Beweislastumkehr). Weil im Regelfall das Anerkenntnis schriftlich vorliegt, kann der Gläubiger im Urkundenprozess relativ schnell ein Vorbehaltsurteil erstreiten, aus dem er dann gegen den Schuldner die Zwangsvollstreckung betreiben kann, während noch im vielleicht langwierigen Nachverfahren über die Rückforderung des Schuldanerkenntnisses gestritten wird.
Das dem abstrakten Schuldanerkenntnis eng verbundene Schuldversprechen ist ein Vertrag, durch den eine Leistung in der Weise versprochen wird, dass das Versprechen die Leistung selbständig begründen soll (§ 780 BGB). Die Formvorschriften und die Rechtsfolgen sind dieselben wie beim abstrakten Schuldanerkenntnis, so dass es oftmals eine Formulierungsfrage ist, welche Art von Schuld vorliegt. Ein deklaratorisches Schuldversprechen ist begrifflich ausgeschlossen (sogenannte lateinisch contradictio in adiecto). Eine Art einseitiges Schuldversprechen gibt es nur in Form der Auslobung, die sich aber an die Öffentlichkeit wendet und andere Zwecke verfolgt.

### Kausales (deklaratorisches) Schuldanerkenntnis
Bereits das Reichsgericht (RG) hatte das deklaratorische Schuldanerkenntnis – einem im BGB nicht geregelten Vertragstypus – im Mai 1916 entwickelt. Es ist streng genommen kein Schuldanerkenntnis. Unter einem deklaratorischen Schuldanerkenntnis versteht man einen Vertrag, der im Unterschied zum konstitutiven Schuldanerkenntnis den in Frage stehenden Anspruch nicht auf eine neue Anspruchsgrundlage hebt, sondern diesen Anspruch unter Beibehaltung des Anspruchsgrundes dadurch verstärkt, dass er ihn Einwänden des Anspruchsgegners gegen den Grund des Anspruchs entzieht. Entzogen werden dem Anspruchsgegner Einwendungen und Einreden, die bei Abgabe der Erklärung bestanden und ihm bekannt waren oder mit denen er zumindest rechnete. Regelmäßiges Ziel eines deklaratorischen Schuldanerkenntnisses ist die Beweiserleichterung zu Gunsten des Gläubigers. Zweck eines solchen Vertrages ist es, das Schuldverhältnis insgesamt oder zumindest in bestimmten Beziehungen dem Rechtsstreit oder der Ungewissheit zu entziehen und es (insoweit) endgültig festzulegen. Es ist im Zweifel im Wege der Auslegung als ein Verzicht auf alle zur Zeit seiner Abgabe bekannten oder für möglich erachteten Einwendungen gegen die anfängliche Forderung anzusehen. Ein deklaratorisches Schuldanerkenntnis geht daher anders als ein abstraktes Schuldanerkenntnis nicht mit einer Beweislastumkehrung einher, sondern soll nur Beweisfragen durch materiell-rechtlichen Vertrag beseitigen. Erklärt der Schuldner, die Forderung bestehe zu Recht oder er erkenne sie an, so liegt darin regelmäßig ein bestätigendes Anerkenntnis, durch das nur solche Einwendungen ausgeschlossen werden, die dem Schuldner bekannt sind oder mit denen er rechnen muss.
Das deklaratorische Schuldanerkenntnis wird seit Friedrich Kübler zunehmend als kausaler Feststellungsvertrag bezeichnet.

### Einseitiges (nicht-vertragliches) Schuldanerkenntnis
Dieses gehört nicht zu den echten Schuldanerkenntnissen, weil es lediglich eine einseitige Wissens- oder Willenserklärung darstellt und nicht wie die echten Schuldanerkenntnisse zu den Verträgen gehört. Außerdem ist es formfrei gültig. Das einseitig vom Schuldner erklärte Anerkenntnis einer Schuld erzeugt für sich allein noch keine rechtliche Bindung, sondern ist nur als ein Beweismittel für das Bestehen der anerkannten Schuld bedeutsam. Ein Anerkenntnis kann ohne rechtsgeschäftlichen Verpflichtungswillen abgegeben werden, etwa um den Gläubiger zu beruhigen oder ihm den Beweis zu erleichtern. Wenn die Anhaltspunkte nicht für die Annahme eines deklaratorischen Anerkenntnisvertrages genügen und ein Anlass (subjektive Ungewissheit oder Rechtsstreit) zur Abgabe der Erklärung nicht erkennbar ist, liegt ein einseitiges nicht rechtsgeschäftliches Anerkenntnis vor, das durch einfachen Gegenbeweis oder im Wege der Erschütterung entkräftet werden kann.

### Negatives Schuldanerkenntnis
Auch das negative Schuldanerkenntnis, mit welchem erklärt wird, dass ein Schuldverhältnis nicht bestehe, ist kein Schuldanerkenntnis, sondern als Erlass gemäß § 397 Abs. 2 BGB zu qualifizieren; § 781 BGB ist darauf nicht anwendbar. Es ist ein feststellender Vertrag zwischen Gläubiger und Schuldner, dass eine Schuld nicht (mehr) bestehe. Sofern entgegen dieser Feststellung tatsächlich eine Verbindlichkeit noch bestand, hat das negative Schuldanerkenntnis die Wirkung eines Erlasses und die Verbindlichkeit erlischt. Die beim (positiven) Schuldanerkenntnis bestehenden Begriffspaare abstrakt-konstitutiv und kausal-deklaratorisch sind hier nicht anwendbar. Ein negatives Schuldanerkenntnis ist deklaratorisch, wenn die betreffende Verbindlichkeit tatsächlich nicht existiert, anderenfalls ist es konstitutiv. Ein negatives Schuldanerkenntnis ist im Regelfall, wie der Erlass, abstrakt und erhält dem Gläubiger die Möglichkeit der Kondiktion. Es ist kausal und damit nicht kondizierbar, wenn die Vertragsparteien mit dem negativen Schuldanerkenntnis ihre Unsicherheit über das Bestehen der Verbindlichkeit beseitigen wollten. Bestand abweichend von der Vorstellung der Parteien beim Vertragsschluss über das negative Schuldanerkenntnis tatsächlich eine Verbindlichkeit, so führt auch hier das als nur deklaratorisch beabsichtigte negative Schuldanerkenntnis zum Erlöschen der Schuld. Die herrschende Meinung sieht auch in diesem Fall das negative Schuldanerkenntnis als abstrakt an und nach § 812 Abs. 2 BGB als kondizierbar, während eine Mindermeinung hier das negative Schuldanerkenntnis für kausal und nicht kondizierbar hält. Hierin besteht eine Gemeinsamkeit zum deklaratorisch wirkenden Feststellungsvertrag.
Alle vertraglichen Schuldanerkenntnisse sowie alle Erklärungen und Verhaltensweisen eines Schuldners, die als Anerkennung seiner Verpflichtung ausgelegt werden können, führen zum Neubeginn der Verjährung gemäß § 212 BGB.

## Beispiele
Schuldanerkenntnis und Schuldversprechen finden im Wirtschaftsleben zunehmend Verwendung und treten dabei in vielfältigen Erscheinungsformen auf. Im Alltag trifft man in vielfältigen Situationen auf Schuldanerkenntnisse, ohne dass den Beteiligten diese Rechtslage bewusst ist. Das gilt insbesondere für Erklärungen, die im Zusammenhang mit Verkehrsunfällen abgegeben werden.

### Verkehrsunfall
Von größter praktischer Bedeutung ist das Schuldanerkenntnis, das im Anschluss an einen Verkehrsunfall erklärt worden ist. Der vermeintlich Schuldige erklärt, er trage die alleinige Verantwortung für den Unfall. Nach § 34 Abs. 1 Nr. 5b StVO hat jeder Unfallbeteiligte lediglich die Pflicht, auf Verlangen den eigenen Namen und die eigene Anschrift anzugeben sowie den eigenen Führerschein und den Fahrzeugschein vorzuweisen und nach bestem Wissen Angaben über die Haftpflichtversicherung zu machen; die Abgabe eines Schuldanerkenntnisses ist keine Rechtspflicht. Schriftlich freiwillig abgegebene Formulierungen wie „ich bin am Unfall schuld“ oder „ich verpflichte mich, den Schaden voll zu ersetzen“ sind stets zu vermeiden. Auch wenn durch die Reform des VVG vom Januar 2008 die Abgabe derartiger Schuldanerkenntnisse nicht mehr mit Leistungsfreiheit bestraft wird, muss die Versicherung bei abgegebenem Schuldanerkenntnis nur noch gesetzliche Ansprüche ersetzen; verspricht der Versicherungsnehmer dem Unfallgegner mehr, so muss er dies selbst tragen. Derartige Erklärungen binden den Kfz-Haftpflichtversicherer nicht. Bei Haftpflichtschäden ist der Versicherungsnehmer gemäß § 7 Abs. II AKB nicht berechtigt, ohne vorherige Zustimmung des Versicherers einen Anspruch ganz oder zum Teil anzuerkennen oder zu befriedigen. Das gilt nicht, falls der Versicherungsnehmer nach den Umständen die Anerkennung oder die Befriedigung nicht ohne offenbare Unbilligkeit verweigern konnte. Nach § 105 VVG ist eine Vereinbarung, nach welcher der Versicherer nicht zur Leistung verpflichtet ist, wenn ohne seine Einwilligung der Versicherungsnehmer den Anspruch eines Dritten anerkennt, unwirksam.
Wenn von einem Unfallbeteiligten am Unfallort ein Schuldbekenntnis abgegeben wird, dann handelt es sich keineswegs um ein deklaratorisches Schuldanerkenntnis (mit der Folge, dass der Erklärende von da an mit allen ihm zum Zeitpunkt der Abgabe der Erklärung bekannten Einwendungen und Einreden ausgeschlossen wäre), sondern lediglich um ein „Zeugnis gegen sich selbst“ mit entsprechender Indizienwirkung bzw. um eine Erklärung, deren Wirkung darin besteht, dass sich die Beweislast umkehrt. Das nach einem Verkehrsunfall häufig abgegebene „Schuldanerkenntnis“ wird von der Rechtsprechung nicht einmal als deklaratorisches Schuldanerkenntnis, sondern nur als Erklärung zum faktischen Unfallhergang gewertet. In der Rechtsprechung des BGH ist anerkannt, dass auch bloße Schuldbekenntnisse, die keinen besonderen rechtsgeschäftlichen Verpflichtungswillen des Erklärenden verkörpern, die Beweislage des Erklärungsempfängers verbessern.

### Bankwesen
Schuldanerkenntnisse sind auch häufig im Bankwesen anzutreffen. Die Gutschriftanzeige eines Kreditinstituts stellt in der Regel ein abstraktes Schuldanerkenntnis zu Gunsten des Überweisungsempfängers dar. Aus der Gutschrift und dem Girovertrag bei entsprechendem Tagessaldo folgt damit für den Kontoinhaber ein Anspruch auf Auszahlung des gutgeschriebenen Betrages. Nach heute herrschender Auffassung ist das Saldoanerkenntnis ebenfalls ein abstraktes Schuldanerkenntnis im Sinne von § 781 BGB. Schuldanerkenntnisse kommen auch bei Zahlungen mit Geldkarte oder Maestro-Card vor: Der Gebrauch der Originalkarte ist ein abstraktes Schuldversprechen, das die Bank auch bei missbräuchlicher Verwendung gegenüber dem Händler verpflichtet, es sei denn, der Händler hat treuwidrig gehandelt oder eine Kartenfälschung kam zum Einsatz. Die Eröffnung eines Dokumentenakkreditivs und die Mitteilung der Akkreditivbank, eine Zahlungsverbindlichkeit zu übernehmen, sind abstrakte Schuldversprechen. Beim Schuldschein ist der Gläubiger rechtlich nicht verpflichtet, das Darlehen und weitere Umstände zu belegen und zu beweisen; es obliegt vielmehr dem Schuldner, darzulegen und zu beweisen, dass die durch den Schuldschein belegte Verpflichtung nicht entstanden ist.
Banküblich sind Schuldanerkenntnisse im Bankwesen auch im Rahmen der Kreditsicherung insbesondere in Verbindung mit grundpfandrechtlich gesicherten Krediten. Die Hypothek, Grundschuld oder Sicherungsgrundschuld wird nicht zur Sicherung der eigentlichen Darlehensforderung im Grundbuch eingetragen, sondern zur Sicherung des – gleichzeitig abgegebenen – abstrakten Schuldversprechens.

### Sonstige Fälle
Die Drittschuldnererklärung des § 840 ZPO ist ein deklaratorisches Schuldanerkenntnis, wonach der Gläubiger vom Drittschuldner eine Erklärung verlangen darf, ob und inwieweit dieser die Forderung als begründet anerkennt und bereit ist, Zahlung zu leisten. Bei Kreditsicherheiten wird diese Drittschuldnererklärung von Sicherungsnehmern wie Kreditinstituten beim Drittschuldner im Rahmen der offenen Abtretung oder Verpfändung benutzt.
In einer vorbehaltslosen Zahlung einer Betriebskostennachforderung durch den Mieter oder in einer vorbehaltlosen Auszahlung eines Betriebskostenguthabens durch den Vermieter ist kein deklaratorisches Schuldanerkenntnis zu sehen.

## International

### Österreich
In Österreich ist ein konstitutives Anerkenntnis als neuer, selbständiger Verpflichtungsgrund – wegen der grundsätzlichen Unzulässigkeit abstrakter Geschäfte – nur unter eingeschränkten Voraussetzungen wirksam. Das Anerkenntnis setzt einen echten, ernsthaften Streit oder zumindest Zweifel über den Bestand der Forderung voraus. Gemäß § 1486 Ziffer 1 ABGB verjähren Forderungen für die Lieferung von Sachen oder die Ausführung von Arbeiten oder sonstige Leistungen in einem gewerblichen, kaufmännischen oder sonstigen geschäftlichen Betrieb in drei Jahren. Die Verjährung wird unterbrochen, wenn der Schuldner die Forderung ausdrücklich oder schlüssig anerkannt hat (§ 1497 ABGB). Dazu bedarf es keines konstitutiven Anerkenntnisses, auch das deklarative Anerkenntnis, eine bloße Wissenserklärung, unterbricht die Verjährung. Das österreichische Prozessrecht regelt das Anerkenntnis nicht ausdrücklich, sondern es ist als Unterart des Vergleichs als „einseitiges Nachgeben“ bekannt. Es handelt sich um einen Feststellungsvertrag, durch den eine Partei das von ihr bezweifelte Recht in vollem Umfang zugesteht.

### Schweiz
In der Schweiz heißt das schuldrechtliche Schuldanerkenntnis Schuldbekenntnis und ist die Bestätigung des Schuldners, dass eine Forderung gegen ihn zu Recht besteht. Es ist gemäß Art. 17 OR auch ohne die Angabe eines Verpflichtungsgrundes gültig. Ein Beispiel für ein dinglich gesichertes Schuldanerkenntnis ist die Hypothekarobligation. Im schweizerischen Betreibungsrecht ermöglicht das Vorliegen einer Schuldanerkennung, dass der Gläubiger im Rechtsöffnungsverfahren nicht den ordentlichen Prozessweg beschreiten muss, sondern provisorische Rechtsöffnung erteilt bekommen kann. Das Schweizer Familienrecht sieht in Art. 260 ZGB vor, dass das nur zur Mutter bestehende Kindesverhältnis durch den Vater anerkannt werden kann. Die Anerkennung kann gemäß Art. 260a ZGB von jedermann beim Gericht angefochten werden, namentlich von der Mutter, vom Kind und nach seinem Tode von den Nachkommen sowie von der Heimat- oder Wohnsitzgemeinde des Anerkennenden.

### Common Law
Im Common Law gibt es ein abstraktes Schuldanerkenntnis (englisch acknowledg(e)ment of debt) oder Schuldversprechen (englisch promise to perform) in der Form einer gesiegelten Anerkennungsurkunde (englisch deed). Nach der Lehre von der Consideration (England und Wales) bzw. USA müssen das Schuldanerkenntnis/Schuldversprechen und die Consideration zu einem einheitlichen Rechtsgeschäft verbunden sein. Der Schuldschein („IOU“; Abkürzung aus englisch I owe you, „Ich schulde Ihnen“) ist hier abstrakt und nennt den Schuldgrund nicht. Das IOU erbringt Beweis für den Abschluss eines Saldoanerkenntnisses (englisch account stated), nicht aber darüber hinaus auch für den Bestand der anerkannten Schuld. Das Saldoanerkenntnis ist wie in Deutschland ein Schuldanerkenntnis.